# ダーティファイター 燃えよ鉄拳
『ダーティファイター 燃えよ鉄拳』（Any which Way You can）は、1980年のアメリカ映画。1978年のクリント・イーストウッド主演『ダーティファイター』の続編。

## ストーリー
ビールとカントリー音楽を愛する長距離トラックの運転手ファイロ・ベドーは、ケンカ好きが高じて相棒のオーヴィルやオランウータンのクライドと一緒にアメリカ全土を渡りながら、ストリートファイトで一儲けしている。前作でカントリー歌手リン・ホルジー・テイラーにちょっかいを出したためにファイロに痛めつけられた中年不良グループ、ブラック・ウィドーの面々も相変わらずファイロを狙っている。
ある日、ファイロ一行は一攫千金を企む地元のギャングたちからワイオミングで最強といわれるプロのファイター、ジャック・ウィルソンとの試合を要請される。ファイロがその依頼を断ると、恋人のリンが誘拐されてしまい、その生命と引きかえに勝負を引き受ける。ジャックはファイロが以前トレーニング中に助け、後に助けられた仲間で、協力してリンを救い出す。2人は賭けに利用されるのではなく、ファイトの相手にして申し分のないこの試合に改めて闘志を燃やす。会場のジャクソン・ホールの観客を無視して始まったこの2人の男の死闘は、そのまま大通りへと繰り広げられ、見物していた子どもを目撃した警官からニュースを聞きつけた町中の人々が興奮の渦に包まれる。

## キャスト
| 役名                     | 俳優                     | 日本語吹替 |
| 役名                     | 俳優                     | テレビ朝日版                                                                                                  |
| ------------------------ | ------------------------ | --- |
| ファイロ・ベドー         | クリント・イーストウッド | 山田康雄 |
| リン・ハルゼイ＝テイラー | ソンドラ・ロック         | 藤田淑子 |
| オーヴィル・ボッグス     | ジェフリー・ルイス       | 納谷六朗 |
| ママ・ボッグス           | ルース・ゴードン         | 高橋和枝 |
| ジャック・ウィルソン     | ウィリアム・スミス       | 森川公也 |
| ジェームズ・ビークマン   | ハリー・ガーディノ       | 柴田秀勝 |
| ダラス                   | ビル・マッキーニー       | 有本欽隆 |
| タンク                   | ウォルター・バーンズ     | |
| チョーラ                 | ジョン・クエイド         | 富田耕生 |
| パトリック・スカーフ     | マイケル・カバナー       | 谷口節 |
| キャンディ               | ジュリー・ブラウン       | |
| ファット・ザック         | バリー・コービン         | 飯塚昭三 |
| トニー                   | アル・ルシオ             | |
| フランク                 | ダン・ヴァディス         | |
| ムーディ                 | ロイ・ジェンソン         | |
| ルーサー                 | ローガン・ラムジー       | 藤本譲 |
| エルモ                   | ウィリアム・オコンネル   | 島香裕 |
| クライド                 | C.J.（オランウータン）   | N/A |
| 不明 その他              | N/A                      | 広瀬正志 清川元夢 平林尚三 目黒裕一 沢木郁也 塚田恵美子 堀越真己 大塚芳忠 羽村京子 鈴木れい子 巴菁子 福士秀樹 |
| 日本語版スタッフ         |                          | |
| 演出                     | 演出                     | 春日正伸 |
| 翻訳                     | 翻訳                     | 鈴木導 |
| 効果                     | 効果                     | 新音響 |
| 調整                     | 調整                     | 山田太平 |
| 制作                     | 制作                     | 日米通信社 |
| 解説                     | 解説                     | 淀川長治 |
| 初回放送                 | 初回放送                 | 1985年10月20日 『日曜洋画劇場』                                                                               |

## 評価
レビュー・アグリゲーターのRotten Tomatoesでは10件のレビューで支持率は20%、平均点は4.90/10となった。Metacriticでは10件のレビューを基に加重平均値が51/100となった。

## サウンドトラック
『Any Which Way You Can - Original Soundtrack』のタイトルで発売。
- 1. 『Beers to You』　-　レイ・チャールズ and クリント・イーストウッド　2:42
- 2. 『Any Which Way You Can』　-　グレン・キャンベル　3:13
- 3. 『You're the Reason God Made Oklahoma』　-　デヴィッド・フリッツェル and シェリー・ウエスト　3:21
- 4. 『Whiskey Heaven』　-　ファッツ・ドミノ　3:00
- 5. 『One Too Many Women in Your Life』　-　ソンドラ・ロック　2:06
- 6. 『Cow Patti』　-　ジム・スタフォード　3:12
- 7. 『Acapulco』　-　ジョニー・ダンカン　3:31
- 8. 『Any Way You Want Me』　-　ジーン・ワトソン　2:49
- 9. 『Cotton-Eyed Clint』　-　テキサス・オペラ・カンパニー　1:42
- 10. 『Orangutan Hall of Fame』　-　クリフ・クロフォード　1:00
- 11. 『Too Loose』　-　ソンドラ・ロック 1:58
- 12. 『The Good Guys and the Bad Guys』　-　ジョン・ダリル　2:34